# Ripcord
Ripcord  è una serie televisiva statunitense in 76 episodi trasmessi per la prima volta nel corso di 2 stagioni dal 1961 al 1963.

## Trama
La serie è incentrata sul mondo dell'allora nuovo sport del paracadutismo. Nel corso degli episodi, gli uomini ed i loro aerei vengono posti in situazioni insolite in cui sono necessarie particolari competenze e capacità. I paracadutisti vanno a caccia di criminali o eseguono audaci salvataggi.

## Personaggi
- Ted McKeever (72 episodi, 1961-1963), interpretato da	Larry Pennell.
- Jim Buckley (72 episodi, 1961-1963), interpretato da	Ken Curtis.
- Charlie Kern (6 episodi, 1961-1963), interpretato da	Shug Fisher.
- Chuck Lambert (6 episodi, 1961-1962), interpretato da	Paul Comi.
- agente FBI(3 episodi, 1961-1963), interpretato da	Ken Drake.
- pilota di Jim (3 episodi, 1962-1963), interpretato da	Lyle Cameron.
- Colin Garth (3 episodi, 1962), interpretato da	Paul Lambert.
- Brewster (3 episodi, 1962), interpretato da	Page Slattery.
- Ella Ledbetter (2 episodi, 1961-1963), interpretato da	Dani Lynn.
- Aaron Sparks (2 episodi, 1961-1963), interpretato da	Denver Pyle.
- Bill Dean (2 episodi, 1961-1962), interpretato da	Paul Birch.
- MacQuarrie (2 episodi, 1962-1963), interpretato da	Lane Bradford.
- Carl Devlin (2 episodi, 1962-1963), interpretato da	Harry Carey Jr..
- Joe Manson (2 episodi, 1962-1963), interpretato da	Myron Healey.
- Leather Jacket (2 episodi, 1962-1963), interpretato da	Ric Marlow.
- Brunner (2 episodi, 1962-1963), interpretato da	Philip Ober.
- Henry Kane (2 episodi, 1962-1963), interpretato da	Lee Van Cleef.
- Cliff Street (2 episodi, 1962), interpretato da	Gerald Mohr.
- Bob Archer (2 episodi, 1962), interpretato da	Grant Woods.
- Joby Mason (2 episodi, 1963), interpretato da	Carl Crow.
- Mark Brandon (2 episodi, 1963), interpretato da	Michael Vandever.

## Produzione
La serie fu prodotta da United Artists Television e ZIV Television Programs oltre che dalla società di Ivan Tors, il produttore esecutivo, la Ivan Tors Film.
Nella serie recitarono Larry Pennell (che interpretò Dash Riprock in The Beverly Hillbillies), Ted McKeever e Ken Curtis (che divenne famoso come Festus in Gunsmoke) nel ruolo di Jim Buckley. Il pilota Chuck Lambert, interpretato da Paul Comi, viene sostituito nella seconda stagione da Charlie Kern, interpretato da Shug Fisher (anch'egli apparso in The Beverly Hillbillies nel ruolo di Shorty Kellems).
Le guest star includono Harry Carey, Jr., Lee Van Cleef, Pat Conway, Richard Eastham, Lang Jeffries, Dayton Lummis, Tyler McVey, Denver Pyle, e l'allora sconosciuto James Coburn.
Gli stuntmen impegnati nelle azioni di paracadutismo furono Bob Fleming (un pilota di linea) e Joe Mangione, entrambi di Brooklyn, New York.
La serie fu sponsorizzata da un popolare giocattolo  costituito da un paracadute di plastica di grandi dimensioni con un paracadutista legato che poteva essere lanciato in aria ed atterrare lentamente a terra.

### Registi
Tra i registi della serie sono accreditati:
- Leon Benson (6 episodi, 1961-1962)
- Jack Herzberg (2 episodi, 1963)

## Distribuzione
La serie fu trasmessa negli Stati Uniti dal 1961 al 1963 in syndication.
Alcune delle uscite internazionali sono state:
- negli Stati Uniti il 28 settembre 1961 (Ripcord)
- in Francia il 2 ottobre 1962 (Les hommes volants)
- in Germania Ovest il 4 aprile 1963 (Sprung aus den Wolken)

## Episodi
| Stagione         | Episodi | Prima TV USA |
| ---------------- | ------- | ------------ |
| Prima stagione   | 38      | 1961-1962    |
| Seconda stagione | 37      | 1962-1963    |